# Stefan Kutzenberger

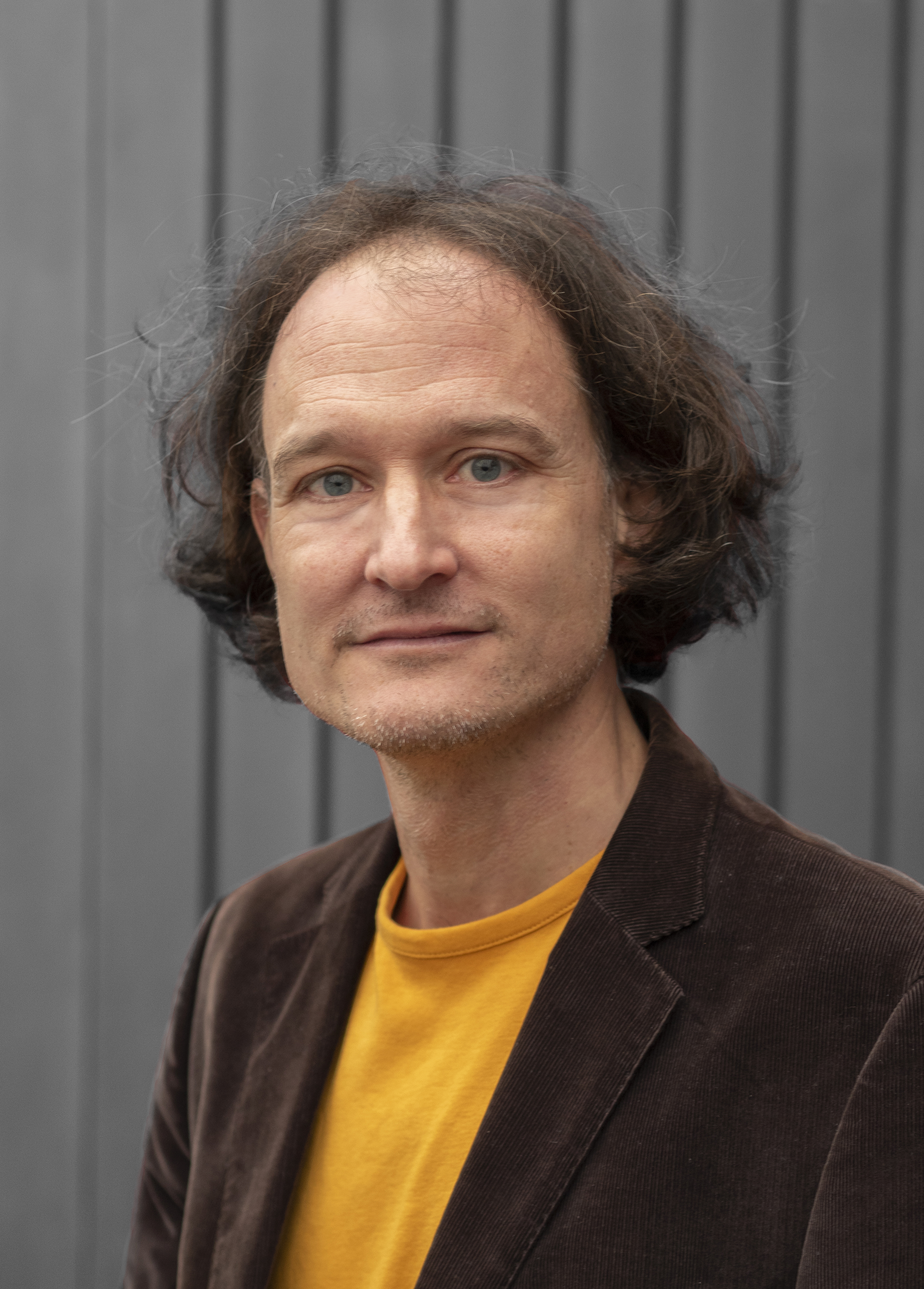
Stefan Kutzenberger (2020)

Stefan Kutzenberger (* 1971 in Linz, Oberösterreich) ist ein österreichischer Schriftsteller, Literaturwissenschaftler und Kurator.

## Leben und Wirken
Kutzenberger ist der Sohn einer chinesisch-jüdischen Mutter aus Indonesien und eines oberösterreichischen Vaters, was er später in seinem Roman Friedinger thematisiert hat. Er wuchs in Linz auf, wo er 1990 am Europagymnasium Auhof maturierte. Anschließend studierte er klassische Gitarre und Fagott am Linzer Brucknerkonservatorium sowie Sozialwirtschaft an der Universität Linz und ab 1991 an der Universität Wien Vergleichende Literaturwissenschaft und Spanisch. Nach Studienaufenthalten in Buenos Aires, Lissabon, London und Dublin ist er seit 1998 Lehrbeauftragter für Vergleichende Literaturwissenschaft an der Universität Wien.
Dem Leopold Museum Wien ist Kutzenberger seit dessen Gründung 2001 als Texter, Kunstvermittler und Kurator verbunden. Für das Robert-Musil-Institut für Literaturforschung an der Universität Klagenfurt bearbeitete er die Tagebücher Robert Musils für die digitale Gesamtausgabe. 2009 zeichnete er als Teil des Künstlerduos „Die Herren Juhann und Jod“ für zahlreiche Projekte für Linz 2009 – Kulturhauptstadt Europas verantwortlich (Linz vs. Vilnius, Kunstpalast onstage, Kunstpalast backstage, Zwei Wege, die Welt zu retten).
Zudem war er Gründungsmitglied und von 2009 bis 2015 Mitglied der ARGE Wissenschaft & Kunst der Österreichischen Forschungsgemeinschaft. 2019/2020 war er Gastlektor an der Universitas Airlangga in Surabaya (Indonesien). Er Jurymitglied für den Österreichischen Buchpreis 2025.

## Werk
Kutzenberger publizierte wissenschaftliche Artikel zur Visualisierung von Literatur, zur Kunst und Kultur in Wien um 1900 und zu den Wechselbeziehungen zwischen den europäischen und lateinamerikanischen Literaturen. 2018 erschien sein Debütroman Friedinger, ein pseudo-autofiktionaler Text, der vom Noricum-Skandal bis zu den verschollenen Fakultätsbildern Gustav Klimts führt. Die Kritik reagierte begeistert („Ein kesser, herrlich irrer Text!“), trotz der leichten Lesbarkeit ist Friedinger ein hochkomplexer Text, in dem Wahrheit und Fiktion fein miteinander verwoben sind, was auch schon in akademischen Studien analysiert wurde. Seitdem erschienen zwei weitere Romane, Jokerman („ein großartiger Roman“, Frankfurter Allgemeine Zeitung) und Kilometer null („ein urkomischer und irre spannender Roman, der zum Kunstvollsten und Originellsten zählt, was die deutschsprachige Literatur in dieser Saison zu bieten hat“, Deutschlandfunk Kultur). 2024 hatte sein Theaterstück Divas im Dilemma im Wiener Hotel Astoria Premiere.

## Stipendien und Auszeichnungen
- 2018: Stipendium des deutschen Literaturfonds, Darmstadt[17]
- 2019: Grenzgänger Stipendium, Literarisches Kolloquium Berlin[18]
- 2018/2019: Stadtschreiber Wels[19]
- 2019/20, 2020/21: Projektstipendium für Literatur des österreichischen Bundeskanzleramts
- 2021: Gewinner der Internationalen Literaturdialoge für eine Kooperation mit OpenAI in San Francisco[20]
- 2021: Vertreter Österreichs bei der European Literature Night in New York[21]
- 2023: Writer in Residence in der Villa Sträuli, Winterthur[22]

## Veröffentlichungen (Auswahl)
- „Grande Sertão: Veredas“ in Europa – Europa in „Grande Sertão: Veredas“. Rodopi, Amsterdam/New York 2004, ISBN 90-420-1605-1.
- mit Elisabeth Leopold: Koloman Moser. Klinkhardt & Biermann, München 2018, ISBN 978-3-943616-49-1.
- mit Maximilian Hauptmann: Das Literatur-Quiz. 123 Antworten, die Sie kennen müssen, um über Literatur mitreden zu können. Edition a, Wien 2019, ISBN 978-3-99001-335-9.
- Stadt der Engel. Ein Linzer Kinderkrimi. Gratisbuchaktion des Bürgermeisters der Stadt Linz, Linz 2021.[23]
- Let It Be Me oder Notting Hill. In: Maik Brüggemeyer (Hrsg.): Look Out Kid. Bob Dylans Lieder, unsere Geschichten. Ullstein, Berlin 2021, ISBN 978-3-550-20158-5,  S. 97–115,
- Der letzte Nachmittag auf Erden. In: Rotraut Schöberl (Hrsg.):  Meer Morde. Residenz, Salzburg/Wien 2023, ISBN  978-3-7017-1771-2, S. 115–124.
- Marietta. In: Edith-Ulla Gasser (Hrsg.): Die wahren Bilder sind im Kopf. Kunstgeschichten. Braumüller, Wien 2023, ISBN 978-3-99200-354-9, S. 77–88.

### Romane
- Friedinger. Roman. Deuticke, Wien 2018, ISBN 978-3-552-06364-8.
- Jokerman. Roman. Berlin Verlag, Berlin 2020, ISBN 978-3-8270-1424-5.
- Kilometer null. Roman. Berlin Verlag, Berlin 2022, ISBN 978-3-8270-1441-2.

### Übersetzungen
- Kirmen Uribe: Das Vorleben der Delfine. Roman. Deutsch [aus dem Spanischen] von Stefan Kutzenberger. Berlin Verlag, München/Berlin 2023, ISBN 978-3-8270-1480-1.

## Ausstellungen
- Hitler’s Bathtub - Shifting Consciousness. Webster University, Wien. 10. Juli – 24. Juli 2012
- Kapitel 4/Zeile 13. Literatur ausstellen – darf man das? Ausstellung in der ehemaligen „facultas-Druckerei“, Wien. Juni 2012
- Wolkenband. 60 Meter langes Vitrinenband im Rahmen der Ausstellung: Wolken. Welt des Flüchtigen, Leopold Museum, Wien, März – Juli 2013
- Trotzdem Kunst! Österreich 1914-1918. (Co-Kurator mit Ivan Ristić und Elisabeth Leopold), Leopold Museum, Wien, Mai bis September 2014
- Bewegte Ruhe vor dem Sturm. Die Zeit vor 1914. (Graphische Gestaltung: Manfred Thumberger). Ausstellung für die Österreichischen Kulturforen. 2014/15
- Liebe. Literaturausstellung. Galerie Künstlich, Wien, 2015
- Tex Rubinowitz. The Nul-Pointers. (Co-Kurator mit Ivan Ristić), Leopold Museum, Wien 2015
- Ein einendes Band. 150 Jahre Wiener Ringstraße. (Graphische Gestaltung: Manfred Thumberger). Ausstellung für die Österreichischen Kulturforen 2015/16
- Radek Knapp trifft Alfred Kubin. Die Stunde der Geburt. Leopold Museum, Wien, Juli 2017 – September 2017
- Der Blick aus dem Rahmen. Schriftsteller:innen Porträts aus der Schenkung Klewan. Leopold Museum, Wien, Mai 2022 bis August 2022[24]
- Zwischen den Zeiten und Künsten. Die Familie Wittgenstein und die Villa Toscana. Im Rahmen der Europäischen Kulturhauptstadt Salzkammergut 2024. Villa Toscana, Gmunden, März bis Juni 2024[25]